# Houssay (Mayenne)
Houssay é uma comuna francesa na região administrativa da Pays de la Loire, no departamento de Mayenne. Estende-se por uma área de 14,26 quilômetros quadrados. Em 2010 a comuna tinha 501 habitantes (densidade: 35,1 hab./km²).